# JBL

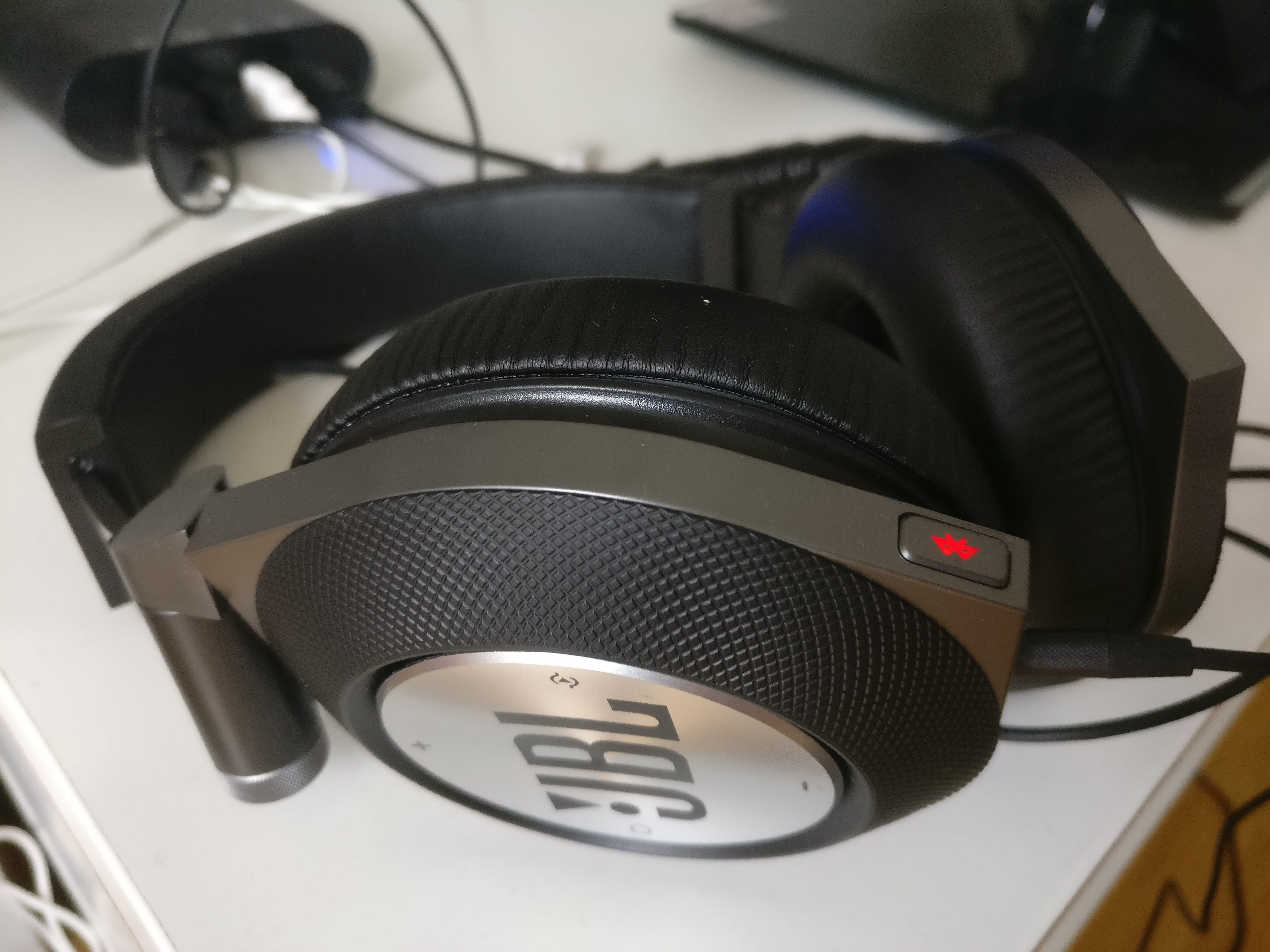
Hörlursmodellen Synchros E50BT.

JBL är ett amerikanskt ljud- och högtalarföretag som i nuläget ägs av Harman/Kardon. JBL grundades 1946 av James Bullough Lansing.
Två av varandra oberoende divisioner har uppkommit inom företaget, JBL Professional och JBL Consumer. Den förstnämnda tillverkar utrustning främst för den professionella marknaden så som studiomusik medan den sistnämnda fokuserar på den vanliga konsumenten.
JBL Consumer ägs av Harman International Industries, ett dotterbolag till Samsung Electronics.